# Kasper Salto
Kasper Salto Poulsson (født 14. februar 1967 i København) er en dansk prisvindende møbelsnedker og industriel designer.
Han har blandt andet arbejdet sammen med Fritz Hansen.